# جيمس سكالا
جيمس سكالا (بالإنجليزية: James Skala)‏ هو مدرب كرة سلة أمريكي، ولد في 18 سبتمبر 1930 في إلينوي في الولايات المتحدة.